# Sason pectinatum
Sason pectinatum är en spindelart som beskrevs av Kulczynski 1908. Sason pectinatum ingår i släktet Sason och familjen Barychelidae. Inga underarter finns listade i Catalogue of Life.